# Zine El Abidine ben Ismaïl
Moulay Zine El Abidine ben Ismaïl (en arabe : زين العابدين) né vers 1700 et meurt en 1762 est un sultan du Maroc de la dynastie alaouite, fils du sultan Moulay Ismaïl, sa mère est chaouia. Il régna de juin à novembre 1741.